# Anis Amri (Fußballspieler)
Anis Amri (arabisch أنيس العمري, DMG Anīs al-ʿAmrī; * 4. November 1980) ist ein tunesischer Fußballspieler.

## Karriere
Amri begann seine Karriere bei Espérance Tunis. 2000 wechselte er zu US Monastir. 2003 wechselte er nach Libyen zu al-Ittihad.
Im Sommer 2004 wechselte Amri zurück nach Tunesien zu Espérance Sportive de Zarzis. 2006 schloss er sich dem Club Africain Tunis an. Mit den Tunisern konnte er in der Saison 2007/08 tunesischer Meister werden. Amri kam in jener Saison auf 15 torlose Einsätze.
Nach vier Jahren beim Club Africain wechselte er 2010 zum Ligakonkurrenten ES Hammam-Sousse. Nach der Saison 2010/11 verließ er Hammam-Sousse.